# Метлах
Ме́тлах (нем. Mettlach) — община в Германии, в земле Саар. Входит в состав района Мерциг-Вадерн. Название образовано от латинского Medius Lacus буквально «Межозерье», обозначавшее меандр реки Саар. Население составляет 12,4 тыс. человек (2010). Занимает площадь 78,08 км². Город известен своим заводом износостойкой метлахской плитки и штаб-квартирой компании Villeroy & Boch. Община подразделяется на 10 сельских округов.

## Фотографии

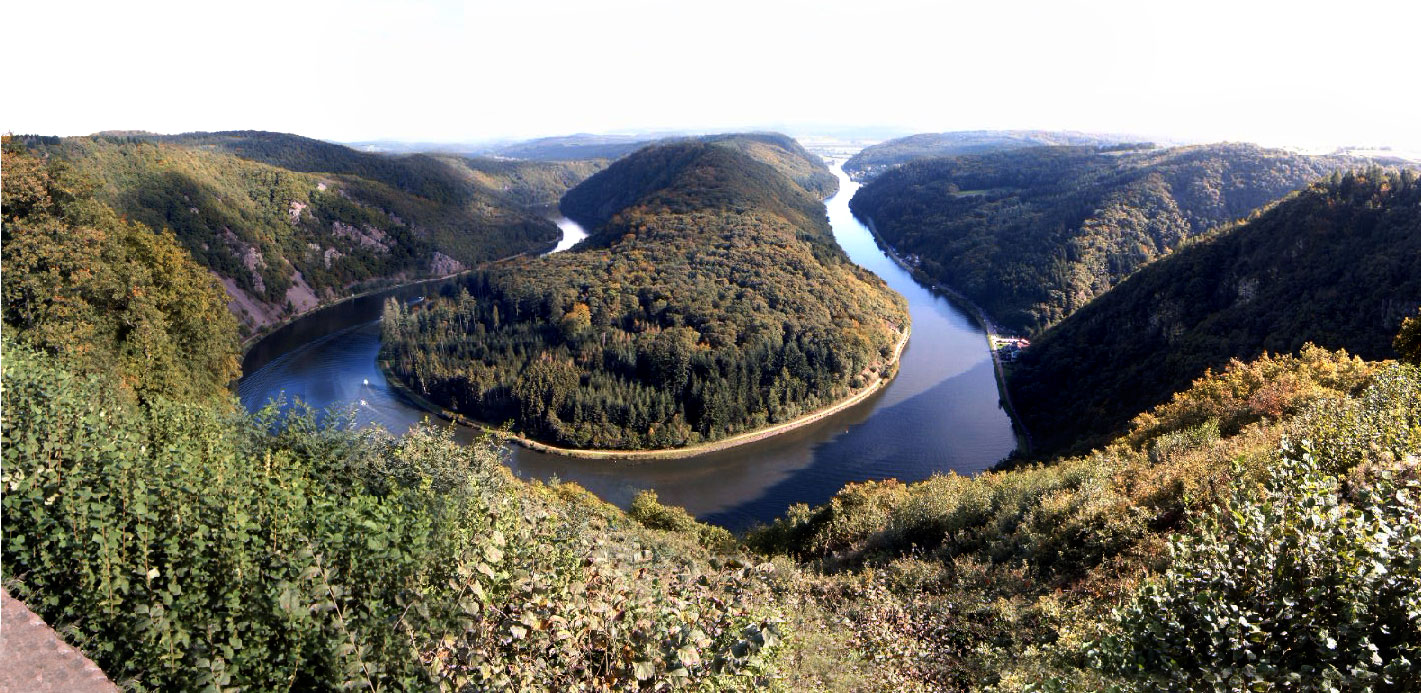
Петля Саара
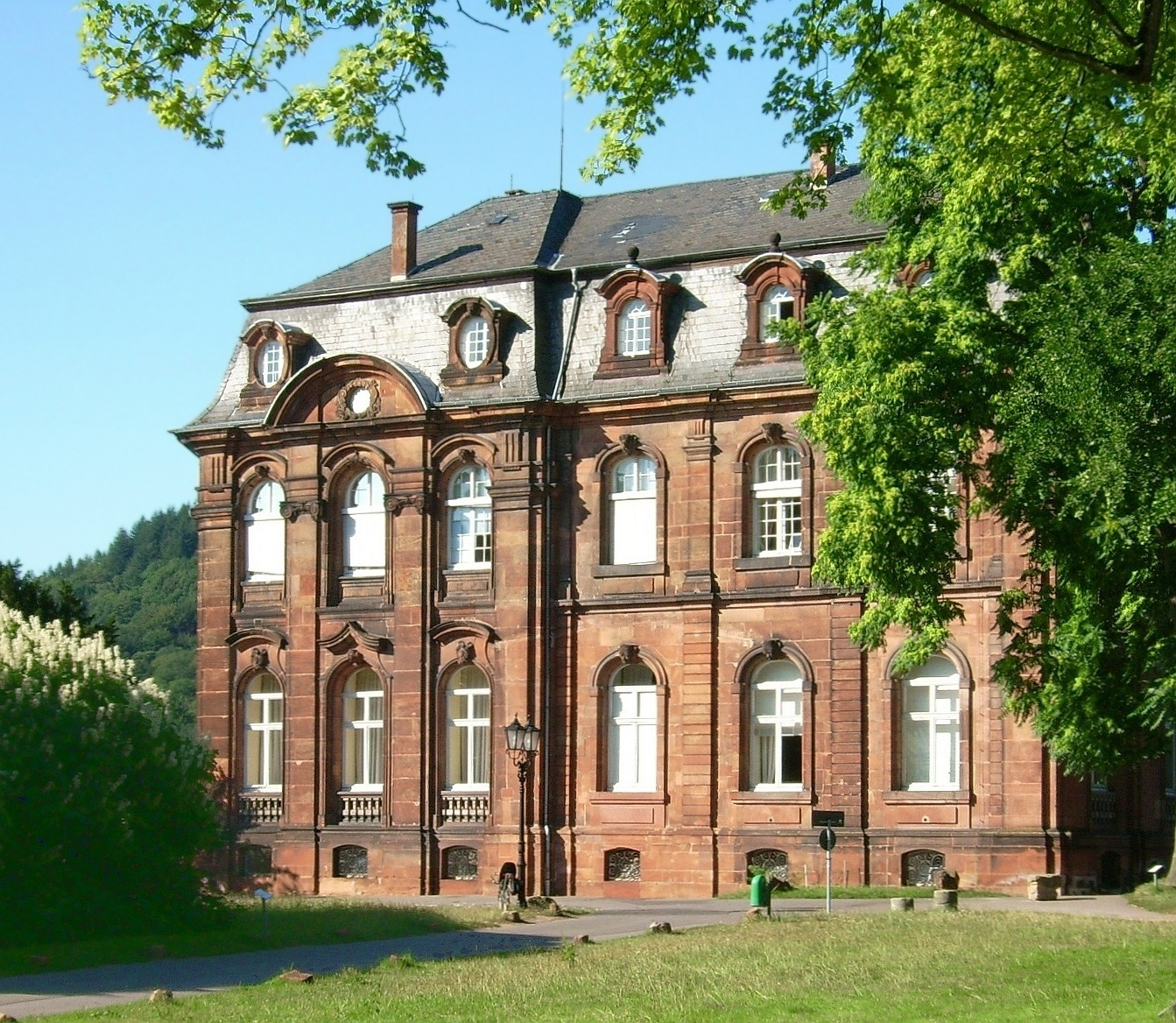
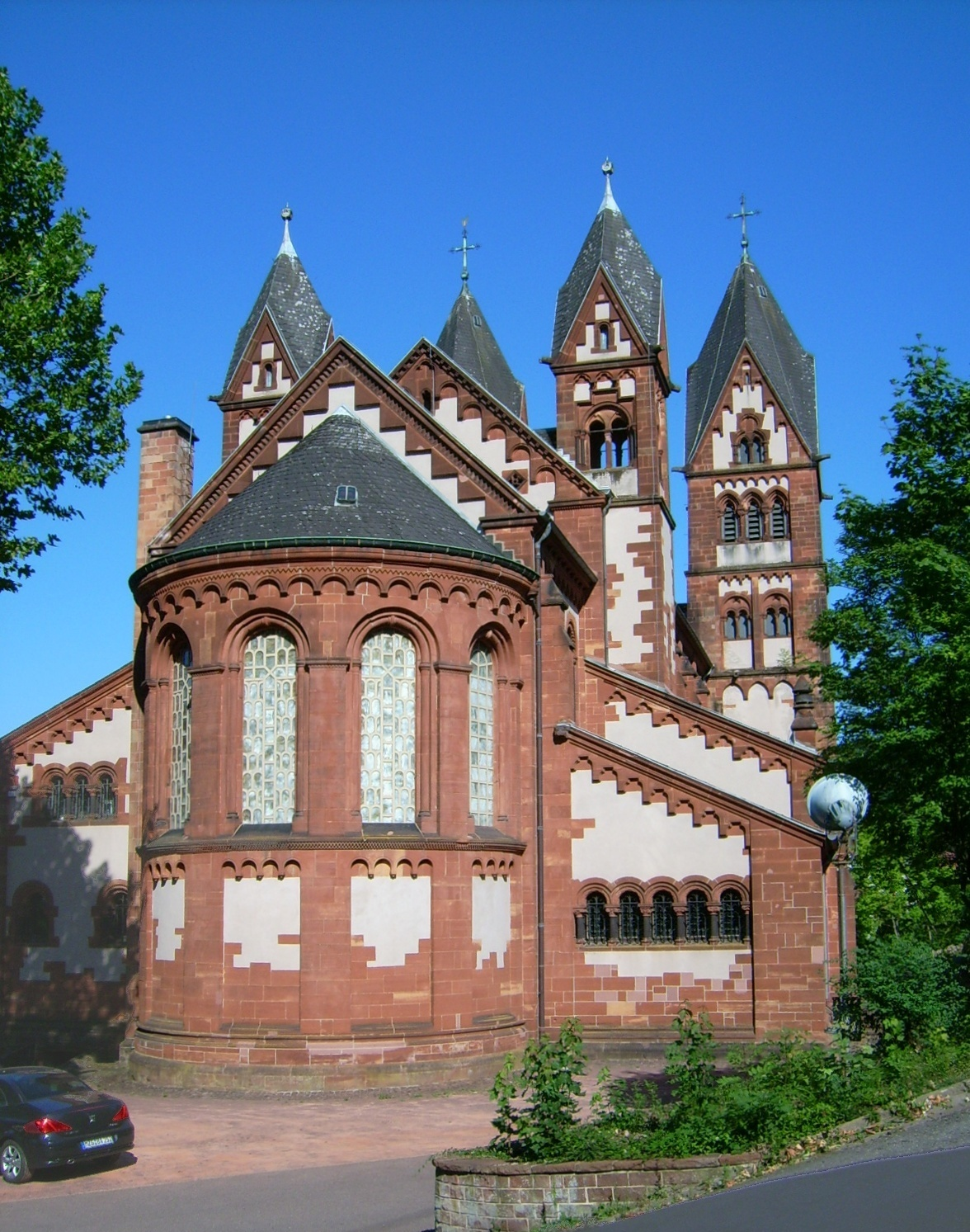
Католический приход Св. Лиутвина
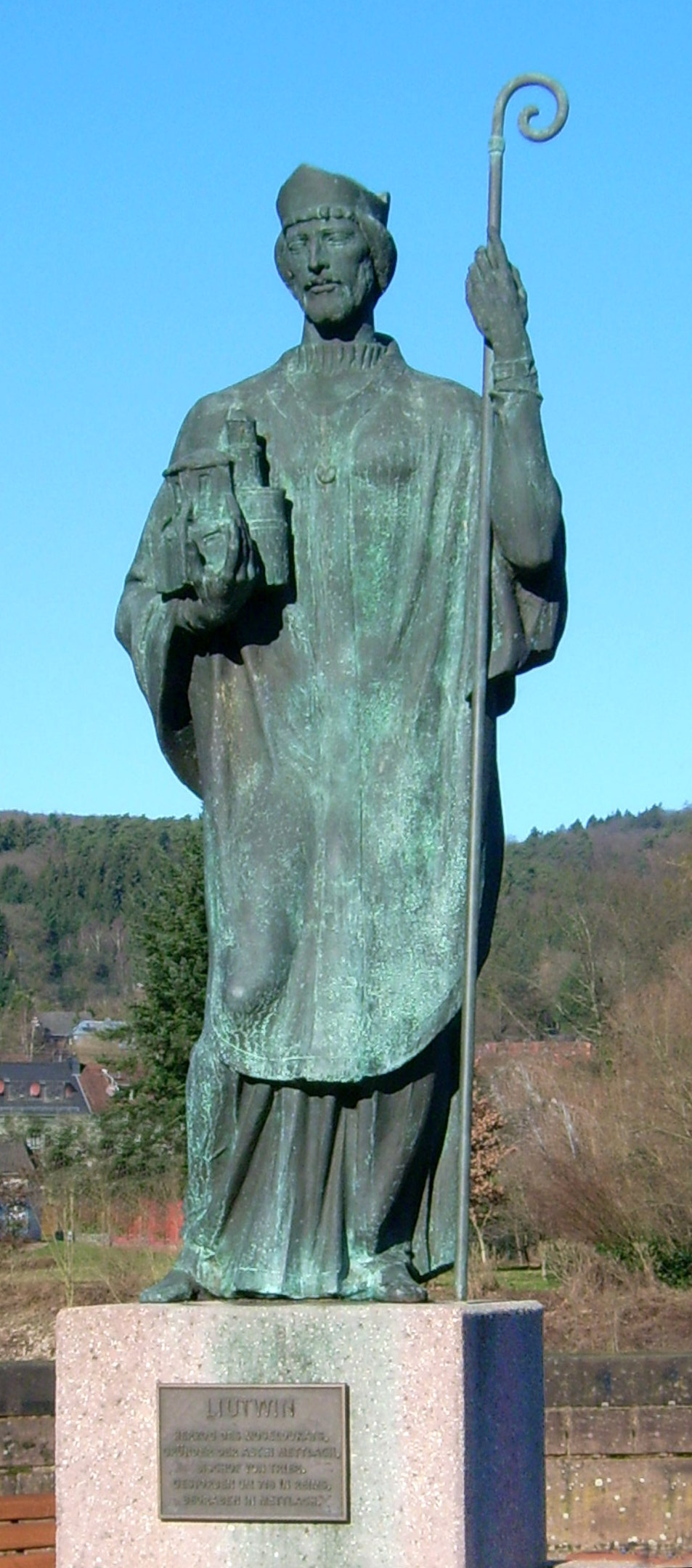
Памятник Св. Лиутвину